# Parada São Judas Tadeu
A Parada São Judas Tadeu é uma parada ferroviária que atende aos trens de subúrbios da Estrada de Ferro Campos do Jordão (EFCJ). Foi originalmente inaugurada em 1957, sendo reconstruída em 2015.
Atendia aos padres do colégio São Judas Tadeu, que ficava em suas cercanias, de onde obteve seu nome.
Localiza-se no município de Pindamonhangaba.

## História
A EFCJ foi idealizada pelos médicos sanitaristas Emílio Ribas e Victor Godinho, a fim de levar os acometidos pela tuberculose aos sanatórios da então Vila de Campos do Jordão, acelerando e providenciando mais conforto a um caminho anteriormente percorrido por sobre lombos de mulas.
Esta estação foi inaugurada em 1957, como doação do Dr. Cícero Prado, que possuía uma fábrica de papel nas proximidades.